# Distrito de Valsad
Valsad (en guyaratí; વલસાડ જિલ્લો ) es un distrito de India en el estado de Guyarat . Código ISO: IN.GJ.VL.
Comprende una superficie de 3 034 km².
El centro administrativo es la ciudad de Valsad.

## Demografía
Según censo 2011 contaba con una población total de 1 703 068 habitantes.